# イザベラ・ラングレン
イザベラ・グンヒルド・ヘレン・ラングレン（Isabella Gunhild Helén Lundgren, 1987年12月21日-）は、スウェーデンのジャズシンガー。カールスタードで生まれ育ち、2006年から2010年まで、ニューヨークで勉強および演奏活動。2010年に、ストックホルムで牧師になる勉強を始める。2012年にCDデビューしこれまでに数枚のアルバムを発表。

## 来歴
スウェーデン・ヴァルムランド地方にあるカールスタード市に生まれ、高校は音楽科に進む。18歳の時にニューヨークに移り住み、2006年から2010年までニューヨーク大学で学びながらギャビン・デグロウやモービー、ウッディ・アレンのバンドリーダーのエディ・デイヴィスらと共演。
2010年にスウェーデンに戻り、ストックホルムの神学校で牧師になる勉強を始める。哲学や実存的な問いに対する関心もラングレンの音楽を特徴付けている。
2012年に「Great American Songbook」から選んだ曲を集めたアルバム「It Had to Be You」でCDデビュー。2014年に２枚目のアルバム「Somehow Life Got in the Way」をリリース。イザベラ・ラングレン＆カール・バッゲ・トリオ（Isabella Lundgren & Carl Bagge Trio）のボーカルをつとめ、スウェーデンの最強ジャズボーカリストの1人としてメディアに何度か取り上げられている。

## ディスコグラフィ
- It Had to Be You（2012年）
- Somehow Life Got in the Way（2014年）
- Isabella sings the treasures of Harold Arlen（2015年）
- Where Is Home（2016年）
- Songs To Watch The Moon（2017年）
- Hit The Road To Dreamland（2018年）

## 受賞歴
- 2013年　アニタ・オデイ賞[4]
- 2014年「Somehow Life Got in the Way」にてゴールデン・ディスク賞（Gyllene Skivan)
- 2015年　Jazzkatten（スウェーデンラジオのジャズラジオが前年のライブジャズから選んで毎年与える音楽賞）[2]
- 2017年　モニカ・ゼタールンド奨学金（2017年）